# یوتو هیراتسوکا
یوتو هیراتسوکا (ژاپنی: 平塚 悠知؛ زادهٔ ۱۳ آوریل ۱۹۹۶) یک بازیکن فوتبال اهل ژاپن است.
از باشگاه‌هایی که در آن بازی کرده‌است می‌توان به باشگاه فوتبال میتو هولیهوک اشاره کرد.